# リゴラート
リゴラート（伊: Rigolato）は、イタリア共和国フリウリ＝ヴェネツィア・ジュリア州ウーディネ県にある、人口約400人の基礎自治体（コムーネ）。

## 地理

### 位置・広がり

#### 隣接コムーネ
隣接するコムーネは以下の通り。
- コメリアンス
- フォルニ・アヴォルトリ
- パルッツァ
- プラート・カルニコ

### 気候分類・地震分類
リゴラートにおけるイタリアの気候分類 (it) および度日は、zona F, 3842 GGである。
また、イタリアの地震リスク階級 (it) では、zona 3 (sismicità bassa) に分類される。

## 行政

### 分離集落
リゴラートには、以下の分離集落（フラツィオーネ）がある。
- Givigliana, Gracco, Ludaria, Magnanins, Stalis, Tors, Valpicetto, Vuezzis

## 姉妹都市
- Bethoncourt、フランス